# Scopulariopsis
Genre
Synonymes
- Acaulium Sopp[2]
- Masonia G. Sm.[2]
- Masoniella G. Sm.[2]
- Phaeoscopulariopsis M. Ota[2]

Scopulariopsis est un genre de champignons de la famille des Microascaceae (règne des Fungi) de forme anamorphe, qui sont saprophytes de l'homme et pathogènes. Ce genre contient 22 espèces. Scopulariopsis appartient au groupe des Hyphomycètes. Ces espèces se trouvent généralement dans le sol, du bois et des plantes mortes. 
À l’intérieur, on trouve des espèces de Scopulariopsis dans des murs, des panneaux de cellulose, du papier peint, du bois de la poussière de matelas. Ils sont aussi naturellement présent dans les caves à fromage des fromages à croûte et participent au processus de maturation.
Leur couleur varie du blanc au crème en passant par le gris jusqu'au marron et au noir.
Des espèces de Scopulariopsis ont été trouvées dans des tapis, des piscines, des chaussures. Les espèces les plus courantes sont Scopulariopsis brevicaulis, S. brumptii, S. candida et S. asperula,.

## Liste d'espèces
Selon Catalogue of Life (21 novembre 2020) et Index Fungorum (21 novembre 2020) :
- Scopulariopsis africana Woudenb. & Samson 2017
- Scopulariopsis albida Woudenb. & Samson 2017
- Scopulariopsis argentea Svilv. 1941
- Scopulariopsis arnoldii (L. Mangin & Pat.) Vuill. 1911
- Scopulariopsis asperula (Sacc.) S. Hughes 1958
- Scopulariopsis aurea Sartory 1922
- Scopulariopsis bertaccini Redaelli 1934
- Scopulariopsis bestae (Pollacci) Nann. 1934
- Scopulariopsis brumptii Salv.-Duval 1935
- Scopulariopsis canadensis F.J. Morton & G. Sm. 1963
- Scopulariopsis candelabrum Loubière 1924
- Scopulariopsis candida Vuill. 1911
- Scopulariopsis casei Loubière 1924
- Scopulariopsis caseicola Woudenb. & Samson 2017
- Scopulariopsis castellanii M. Ota & Komaya 1924
- Scopulariopsis communis Bainier 1907
- Scopulariopsis coprophila (Cooke & Massee) W. Gams 1971
- Scopulariopsis cordis Sand.-Den., Gené & Cano 2016
- Scopulariopsis crassa Z.F. Zhang, F. Liu & L. Cai 2017
- Scopulariopsis dagatae (Sacc.) C.W. Dodge 1935
- Scopulariopsis danica J.F.H. Beyma 1938
- Scopulariopsis divaricata K. Yamash. 1956
- Scopulariopsis epigaeus Coudert 1955
- Scopulariopsis finkii Sartory & R. Sartory ex Vuill. 1931
- Scopulariopsis flava (Sopp) F.J. Morton & G. Sm. 1963
- Scopulariopsis fusca Zach 1934
- Scopulariopsis grylli Sartory, R. Sartory & J. Mey. 1932
- Scopulariopsis halophilica Tubaki 1973
- Scopulariopsis hanii Moustafa & Abdul-Wahid 1990
- Scopulariopsis hominis (Brumpt & Langeron) Sartory 1922
- Scopulariopsis insectivora (Sopp) Thom 1930
- Scopulariopsis insolita Coutelen, Biguet, G. Cochet, S. Mullet & Doby-Dub. 1955
- Scopulariopsis ivorensis H. Boucher 1918
- Scopulariopsis koningii (Oudem.) Vuill. 1911
- Scopulariopsis lanosa J.F.H. Beyma 1937
- Scopulariopsis leproides L. Léger & Nogueira 1922
- Scopulariopsis lilacea Svilv. 1941
- Scopulariopsis lingualis Neto bis & C. Martins 1931
- Scopulariopsis longipes H.Q. Pan & T.Y. Zhang 2012
- Scopulariopsis lunaspora P.M. Jones 1936
- Scopulariopsis macurae Jagielski, Sand.-Den. & Gené 2016
- Scopulariopsis maduramycosis Q.T. Chen 1986
- Scopulariopsis mencieri C.W. Dodge 1935
- Scopulariopsis minima Sartory, Hufschm. & J. Mey. 1930
- Scopulariopsis moniliformis C. Moreau 1969
- Scopulariopsis mottai Vuill. 1931
- Scopulariopsis musae Matsush. 1987
- Scopulariopsis nicotianae J.F.H. Beyma 1933
- Scopulariopsis nivea Demelius 1916
- Scopulariopsis oidiospora Zach 1934
- Scopulariopsis olivacea Svilv. 1941
- Scopulariopsis penicillioides H.Q. Pan, Y.L. Jiang, H.F. Wang & T.Y. Zhang 2014
- Scopulariopsis polychromica Svilv. 1941
- Scopulariopsis repens Bainier 1907
- Scopulariopsis rosacea Svilv. 1941
- Scopulariopsis roseola N. Inagaki 1962
- Scopulariopsis rubella Bainier 1907
- Scopulariopsis rufula Bainier 1907
- Scopulariopsis sehnsuchta Mello 1932
- Scopulariopsis sexualis Woudenb. & Samson 2017
- Scopulariopsis silvatica (Oudem.) Apinis 1963
- Scopulariopsis soppii S.P. Abbott 2002
- Scopulariopsis sphaerospora Zach 1934
- Scopulariopsis spinosa E. Müll. & Pacha-Aue 1970
- Scopulariopsis sputicola (Galippe) C.W. Dodge 1935
- Scopulariopsis stercoraria (Ehrenb.) S. Hughes 1958
- Scopulariopsis tardifaciens Y. Horie & Udagawa 1983
- Scopulariopsis tritici K.B. Deshp. & K.S. Deshp. 1965
- Scopulariopsis venerei Greco 1916
- Scopulariopsis verrucifera H.F. Wang & T.Y. Zhang 2014
- Scopulariopsis versicolor Salv.-Duval 1935
- Scopulariopsis verticilloides Kamyschko 1961
- Scopulariopsis vignolo-lutatii (Matr.) C.W. Dodge 1935
- Scopulariopsis yunnanensis Q.T. Chen & C.L. Jiang 1985